# Lineage II
Lineage II är ett MMORPG (eng. Massively Multiplayer Online Role Playing Game) från 2003 skapat av NCsoft och är uppföljaren till Lineage. NCsoft är också distributör till bland annat Guild Wars, som är ett CORPG (Competitive Online Role-Playing Game).
Cirka 3 miljoner användare betalade aktivt den månadssumman som krävdes för att få tillgång till Lineage II. Spelet har sedan dess blivit gratis att ladda hem och köra.
Majoriteten av spelarna är koreaner, men samtidigt finns en NA-version vilken omfattar 6 amerikanska och 3 europeiska spelservrar att köpa.